# Richard Ryan (Diplomat)
Richard Ryan (* 1946 in Dublin) ist ein irischer Diplomat.
Ryan besuchte das Oatlands College und studierte am University College Dublin. Ab 1973 begann er im irischen Außenministerium tätig zu werden. Während seiner diplomatischen Karriere bekleidete er diverse Posten. Unter anderem war er von 1974 bis 1977 an der irischen Botschaft in Tokio beschäftigt, arbeitete 1980 bis 1982 an der irischen Vertretung bei den Europäischen Gemeinschaften und war schließlich von 1983 bis 1989 an der irischen Botschaft in London tätig. Im Jahr 1989 war er Botschafter in Südkorea, von 1994 bis 1998 Botschafter in Spanien mit gleichzeitiger Akkreditierung in Andorra, Algerien und Tunesien. Im Anschluss wurde Ryan der Ständige Vertreter Irlands bei den Vereinten Nationen in New York City, ein Amt, das er von 1998 bis 2005 bekleidete. Während dieser Zeit war er von 2001 bis 2002 der Repräsentant Irlands im Sicherheitsrat der Vereinten Nationen und fungierte als Vorsitzender des UN Security Council Angola (UNITA) Sanctions Committee.
Im Oktober 2005 wurde Ryan der irische Botschafter in den Niederlanden sowie Ständiger Vertreter Irlands bei der Organisation für das Verbot chemischer Waffen. Beide Posten übte er bis 2009 aus, als er von Mary Whelan abgelöst wurde. Von 2009 bis 2011 war er Botschafter in Tschechien.
Ryan ist verheiratet und hat drei Kinder.